# Мбалькабра
Мбалькабра (фр. Mbalkabra) — город и супрефектура в Чаде, расположенный на территории региона Западный Логон. Входит в состав департамента Лак-Вей.

## Географическое положение
Город находится в юго-западной части Чада, в верховьях сезонно пересыхающей реки Банла (бассейн реки Логон), на высоте 508 метров над уровнем моря.
Населённый пункт расположен на расстоянии приблизительно 375 километров к юго-юго-востоку (SSE) от столицы страны Нджамены

## Население
По данным официальной переписи 2009 года численность населения Мбалькабры составляла 41 178 человек (19 835 мужчин и 21 343 женщины). Население супрефектуры по возрастному диапазону распределилось следующим образом: 51,3 % — жители младше 15 лет, 44,7 % — между 15 и 59 годами и 4 % — в возрасте 60 лет и старше.

## Транспорт
Ближайший аэропорт расположен в городе Мунду.